# Far Away From Jamaica
Far Away From Jamaica – składanka z polską muzyką reggae. Na płycie znalazły się utwory znanych i cenionych wykonawców, jak również zespołów początkujących. Każdy zespół nagrał na płytę nową piosenkę, nigdzie wcześniej nie publikowaną. Album ma być wizytówką Polski wśród światowego reggae, oraz reklamą tej muzyki w Polsce. Płyta sprzedawała się od początku bardzo dobrze, odnosząc sukces na polskim rynku, biorąc pod uwagę niszowość muzyki reggae w Polsce.
Na pomysł nagrania takiej kompilacji wpadli Piotr Banach i Sławek Pakos. Realizacją zajął się Sławek Pakos, a masteringiem Grzegorz Piwkowski. Płyta jest dedykowana polskiemu reggae-guru - Sławomirowi Gołaszewskiemu.
Okładka przedstawiająca bałwana stojącego przy drodze w szaliku i czapce w kolorach rasta, obok tablicy informującej o odległościach z wyszczególnionymi miastami Kluczbork, Warszawa i Kingston, została zaprojektowana przez Maję Kompałę i Sławka Pakosa. Książeczka została rozdysponowana pomiędzy zespoły uczestniczące w projekcie i każdy zespół miał jedną stronę na której mógł zamieścić dowolny rysunek, grafikę lub tekst.

## Lista utworów
1. Natanael - Black Jack
2. Bakshish - Check It
3. Indios Bravos - Samo nic
4. Yere Yere Li - Czekam
5. Duberman - Babylon Zion
6. Cała Góra Barwinków - Woman
7. Habakuk - Kto
8. Paprika Korps - Słonie
9. Paraliż Band - Słuchaj głosu serca
10. Power of Trinity - Heaven
11. Vavamuffin - Nigdy
12. Negril - Czekam
13. Kadubra Y Tony Junior B.I.G. - Maite
14. Druga Strona Lustra - Płonę
15. T.Duby - Nie chcę jutra

+ teledysk Habakuk Kto